# Belšak
Belšak je naselje v Občini Prevalje.